# György Kenéz
György Kenéz (ur. 23 czerwca 1956 w Budapeszcie) – węgierski piłkarz wodny. Złoty medalista olimpijski z Montrealu.
Igrzyska w 1976 były jego jedyną olimpiadą. W 1977 znajdował się w gronie mistrzów Europy. Był srebrnym medalistą mistrzostw świata w 1978 oraz 1982. Wcześniej odnosił sukcesy w rywalizacji młodzieżowej. Między 1975 a 1986 rokiem rozegrał w kadrze 128 spotkań. Dziewięciokrotnie zdobywał tytuł mistrza Węgier (1975, 1976, 1977, 1979, 1980, 1981, 1982, 1983, 1984).